# Anchorius
Anchorius es un género de coleópteros polífagos.

## Especies
- Anchorius lineatus Casey, 1900